# Inge Schoups

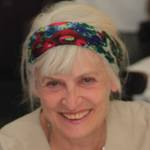
Inge Schoups

Ingeborg (Inge) Marie Victor Schoups (Antwerpen, 23 april 1956) is een Belgisch archivaris. Van 1994 tot 2021 was ze stadsarchivaris van Antwerpen.

## Levensloop
Inge Schoups studeerde geschiedenis aan de UFSIA en Rijksuniversiteit Gent (1978). In 2003 behaalde ze een master publiek management.
Ze werkte achtereenvolgens als archiefmedewerker bij het Rijksarchief te Gent (1978-1979), als wetenschappelijk medewerker aan de Rijksuniversiteit Gent (1979-1982) en als attaché bij het Algemeen Rijksarchief (1983-1994).
Op 1 maart 1994 werd ze stadsarchivaris van Antwerpen. Onder haar leiding verhuisde het stadsarchief in 2006 naar het gerenoveerde Sint-Felixpakhuis. Ze zette ook sterk in op de digitalisering van archiefstukken.
Schoups was medeoprichtster en voorzitster van het expertisecentrum DAVID dat zich toelegde op onderzoeksvragen over digitaal documentbeheer en digitale archivering. Ze was ook docent in diverse archivistiekopleidingen. Ze is voorzitter van het Genootschap voor Antwerpse Geschiedenis en hoofdredacteur van Wie klasseert, die vindt. Hedendaags document- en archiefbeheer in besturen en organisaties. Bovendien was ze bestuurster van de Vlaamse Opera.
Op 1 mei 2021 ging ze met pensioen als stadsarchivaris.
Schoups is gehuwd met Erwin Pairon, voormalig schepen van Antwerpen.

## Selectieve bibliografie
- Brabo en de reus. Het ware verhaal in woord en beeld, Zwolle, Waanders Uitgevers, 2002, 80 p.
- Meir Antwerpen. 'Schoonste zicht van 't stad', Antwerpen, Artus/Stadsarchief Antwerpen, 2007, 158 p.